# М’Барек, Сгайер ульд
Сгайер ульд М’Барек (араб. اصغير ولد مبارك‎; род. 1954, Нема, Колониальная Мавритания — мавританский государственный и политический деятель, премьер-министр Мавритании (6 июля 2003 — 7 августа 2005).

## Биография
Окончил Университет Нуакшота. Политическую карьеру начал при президенте  Маауйя ульд Сиде Ахмеде Тайя. Член Республиканской партии за демократию и обновление.
В апреле 1992 года был назначен министром национального образования. В 1993 году стал министром сельского развития и окружающей среды, а в конце 1995 года — министром здравоохранения и социальных дел. 
С 1997 по 1998 год вновь занимал должность министра национального образования. Затем, в 1998—1999 годах, работал министром торговли, местной промышленности и туризма. В 1999 году занял пост министра снабжения и транспорта, в 2000 году в третий раз возглавил министерство национального образования, а в ноябре 2001 года назначен министром юстиции Мавритании.
В июле 2003 года занял кресло премьер-министра Мавритании. После государственного переворота, в результате которого был свергнут президент  Маауйя ульд Сид Ахмед Тайя, М'Барек 7 августа 2005 года подал в отставку с поста главы правительства.
В июле 2009 года был одним из кандидатов на президентских выборах в Мавритании.